# Zoea

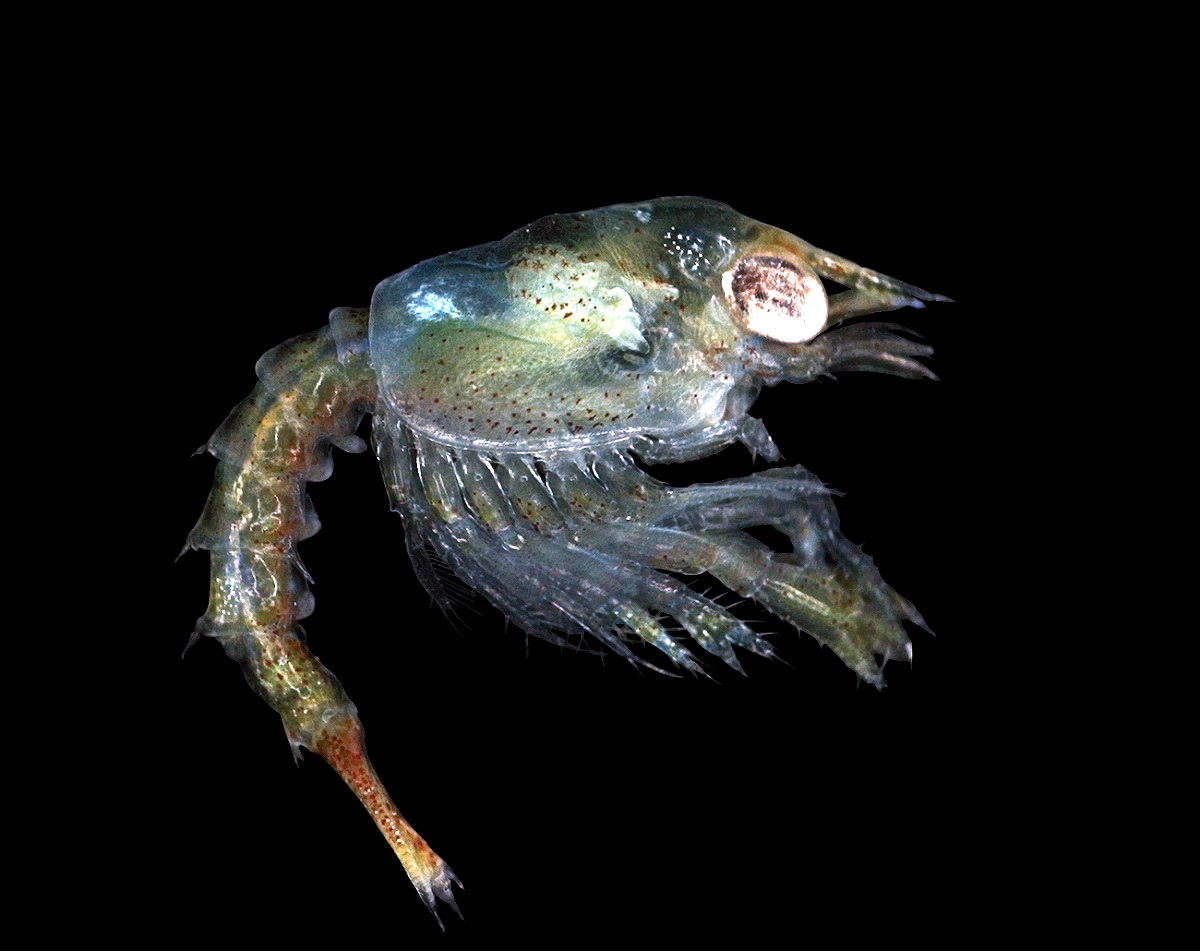
Zoea des Europäischen Hummers

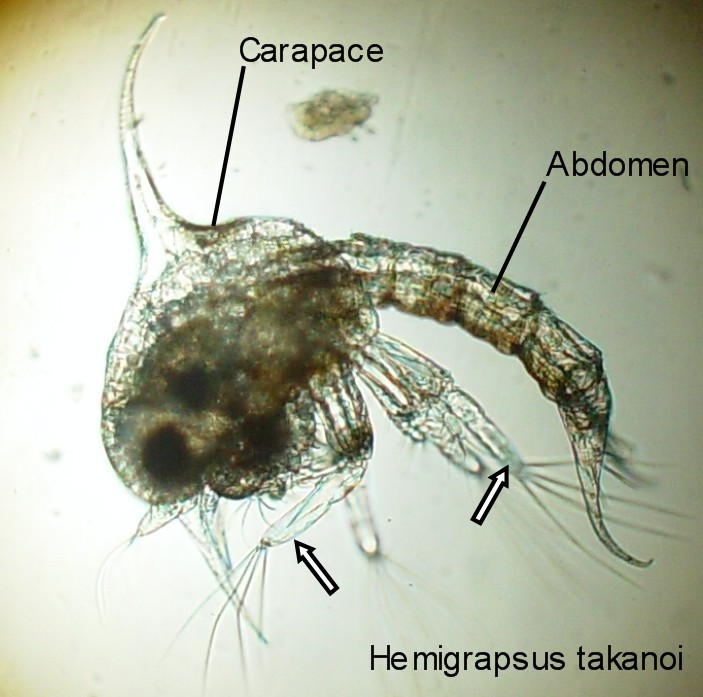
Zoea der 2005 beschriebenen pazifischen Krabbe Hemigrapsus takanoi

Die Zoea oder Zoealarve (griechisch zoon „Tier“, „lebendes Wesen“) ist eine Larvenform der Krebstiere (Crustacea), die sich meist an das Stadium der Naupliuslarve anschließt. Sie kommt bei den meisten Zehnfußkrebsen (Decapoda) vor, hier schlüpft die Zoea direkt aus dem Ei.

## Beschreibung
Die Zoea ist in Cephalothorax (Kopf-Brust-Stück) und Pleon (Hinterleib) unterteilt und hat im Unterschied zum Nauplius, der nur ein unpaares Auge (Naupliusauge) besitzt, ein Paar Komplexaugen. Der Cephalothorax trägt mehrere Paare Spaltbeine.

## Entwicklung
Das Wachstum findet durch Teloblastie statt, es wird also die Anzahl der Körpersegmente vermehrt. Dabei werden bei jeder Häutung die Segmente von der Telsonknospe (dem letzten Hinterleibsabschnitt) ausgehend vorne angefügt.